# Hradište (1043 m)
Hradiště (1043 m) – szczyt w Wielkiej Fatrze na Słowacji. Wznosi się w północno-zachodnim grzbiecie Borišova. Grzbiet ten oddziela Necpalską dolinę od Belianskiej doliny. Na mapie „Tatraplanu” szczyt Hradiště opisany jest jako Fiškalová z wysokością 1043 m. W kierunku północnym (do Belianskiej doliny) opada z niego grzbiet oddzielający dwie doliny będące jej odgałęzieniami. Są to Martinová dolina i Žiarna dolina. Stoki południowe opadają do Lubovnej doliny, będącej odgałęzieniem Necpalskiej doliny.
Hradiště zbudowane jest ze skał wapiennych. Jest porośnięty lasem. Znajduje się na obszarze Parku Narodowego Wielka Fatra i nie prowadzi przez niego żaden szlak turystyczny.
Słowo hradiště w języku czeskim i słowackim oznacza grodziszcze, grodzisko.